# Nationalpark Esteros de Farapos
Der Nationalpark Esteros de Farapos e islas de Uruguay (spanisch Parque Nacional Esteros de Farrapos e Islas del Río Uruguay) liegt in Uruguay im Departamento Río Negro. Er erstreckt sich über etwa 27 Kilometer entlang des Río Uruguay.

## Geschichte und Charakteristik
Im Jahre 2004 wurde der Nationalpark Esteros de Farapos e islas de Uruguay gegründet, der sich vom Playa Puerto Viejo bei der Ortschaft San Javier im Norden bis zu dem von deutschen Einwanderern gegründeten Nuevo Berlín, erstreckt. Heute ist der wenig bekannte Nationalpark Teil des Schutzprogramms Sistema Nacional de Áreas Protegidas (SNAP). Die Gesamtfläche des Nationalparks beträgt 20.205 ha, auf der sich 24 Inseln, Sumpfgebieten, Waldgebieten und mehreren Bächen und Flüssen finden. Sowohl Teile des Rio Uruguay, inklusive der Inseln, wie auch Teile des angrenzenden Festlandes sind in den Nationalpark integriert. Bäche wie der Arroyo Farrapos, der Arroyo Román Grande und Arroyo Chico durchziehen den Park, bevor sie in den Rio Uruguay münden. Einige der Inseln sind von einer kleinen Zahl an Menschen bewohnt, die vornehmlich Fischfang und Bienenzucht betreiben.

## Flora und Fauna
Fauna
Der Nationalpark Esteros de Farapos e islas de Uruguay beheimatet nicht nur das größte Sumpfgebiet Uruguays, es sind ferner eine artenreiche Vielfalt vor allem an Vögel und Amphibien heimisch. 30 Säugetierarten, darunter auch große Raubkatzen wie der Puma, werden zeitweise noch angetroffen. Etwa 200 Vogelarten, etwa 25 Prozent aller auf uruguayischem Gebiet anzutreffenden Vogelarten leben im Park. Kröten darunter Rhinella granulosa und Frösche wie Hyla pulchella leben im Schutzgebiet neben Truthahngeiern (Cathartes aura), Wasserschweinen (Hydrochoerus hydrochaeris), Maikongs (Cerdocyon thous), Schildkröten (Phrynops hilarii) und Echsen, darunter dem Schwarzweißen Teju (Tupinambis merianae). In den Gewässern des Rio Uruguay tummeln sich unter anderem mehrere Arten von Antennenwelsen und Dornwelsen.
Flora
Die Flora des Nationalparks Esteros de Farapos e islas de Uruguay bildet sich aus verschiedenen Inga-Arten wie Celtis ehrenbergiana, Sebastiania brasiliensis, Sebastiania klortzschiania, Sapium haematospermum und viele weitere.

## Touristische Bedeutung und Anreise
Eine Anreise ist von San Javier oder Nuevo Berlin möglich. Für Touristen existieren Campingplätze und Unterkünfte in beiden Orten. Lokale Fischer bieten Angeltouren oder Inselbesuche an. Touristische Angebote wie Vogelbeobachtung, Fischen, Trekking oder Kanuwandern werden ebenfalls angeboten.